# Sahn

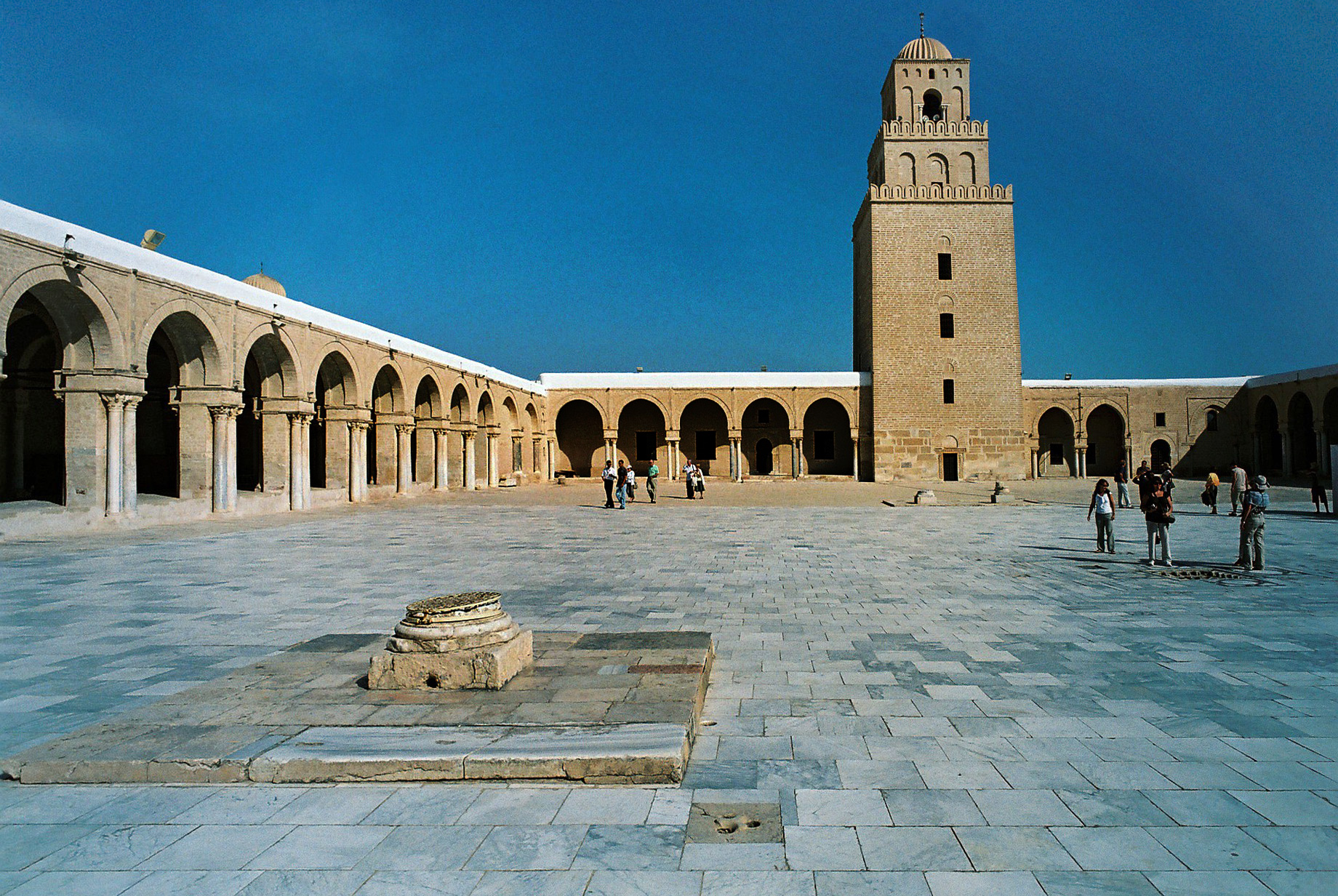
Dziedziniec Wielkiego Meczetu w Kairuan (Ukba)

Sahn – dziedziniec meczetu, który otoczony jest kolumnowymi galeriami, a pośrodku znajduje się studnia, która służy do rytualnej ablucji.